# Tridentiger obscurus
Tridentiger obscurus is een straalvinnige vissensoort uit de familie van grondels (Gobiidae). De wetenschappelijke naam van de soort is voor het eerst geldig gepubliceerd in 1845 door Temminck & Schlegel.